# CA 15.3
El CA 15.3, también llamado antígeno carbohidratado 15.3, es una glucoproteína de alto peso molecular. En medicina la determinación de sus niveles sanguíneos es útil para el seguimiento y valoración de la respuesta al tratamiento de los pacientes diagnosticados de cáncer de mama. Esta molécula se incluye dentro del grupo de los marcadores tumorales y puede estar elevada además de en el cáncer de máma en otros tipos de cáncer, como el cáncer de ovario, cáncer de pulmón, cáncer de páncreas, cáncer de hígado y en numerosas enfermedes que no son oncológicas, entre ellas la cirrosis hepática, sarcoidosis, tuberculosis y lupus eritematoso sistémico.